# Asociación Maria Mitchell

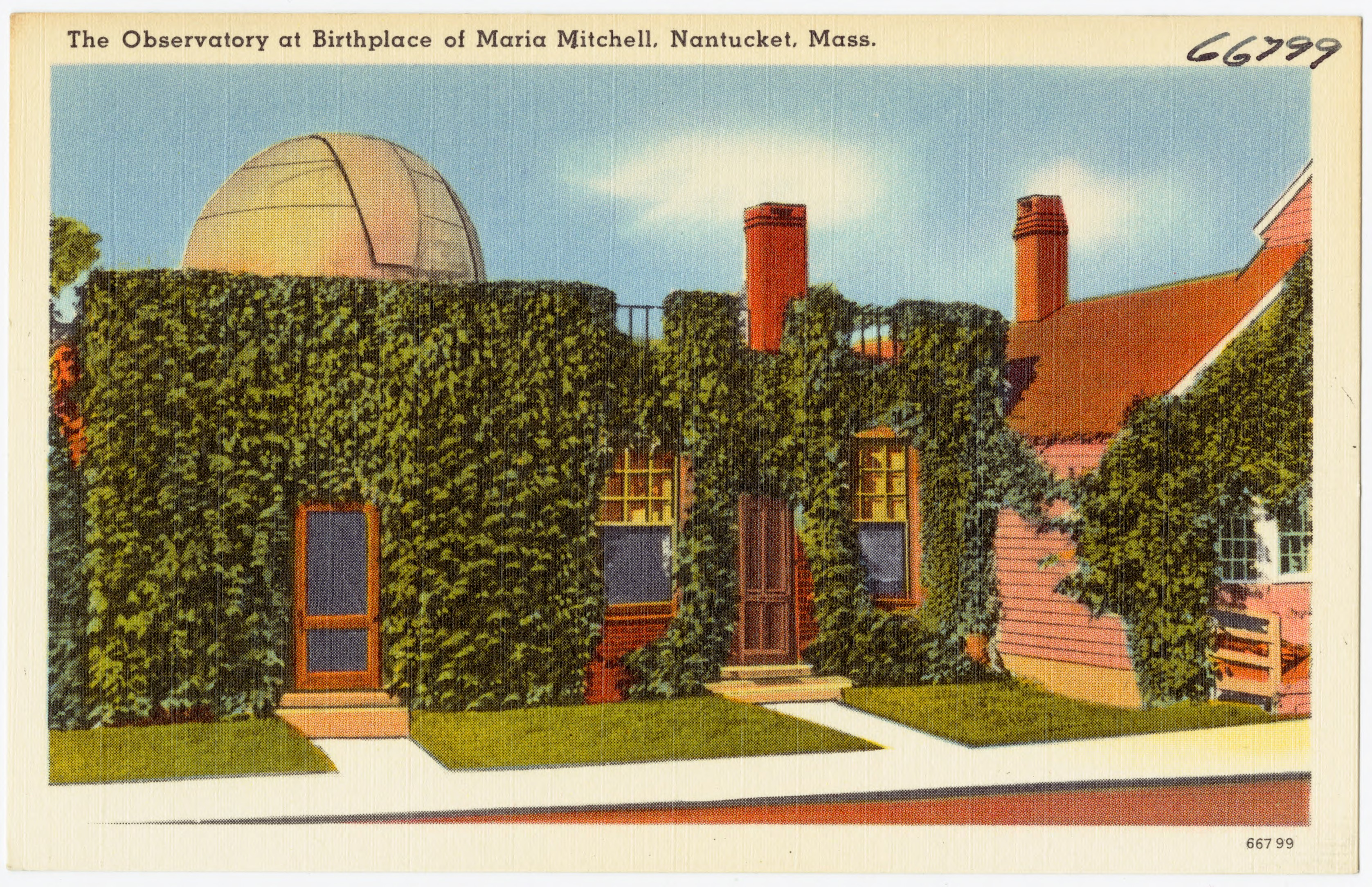
Casa natal de Maria Mitchell, junto al observatorio.

La Asociación Maria Mitchell (nombre original en inglés: Maria Mitchell Association) es una organización sin ánimo de lucro privada, radicada en la isla de Nantucket, frente a la costa de Massachusetts. La asociación es propietaria del Observatorio Maria Mitchell, de un segundo observatorio (el Observatorio Loines), de un museo de historia natural, del Acuario Maria Mitchell en Nantucket Harbor, de un museo de historia que es el lugar de nacimiento de Maria Mitchell, y de una Biblioteca de Ciencias. Los miembros del personal de la Asociación Maria Mitchell realizan investigaciones sobre temas tan variados como la astrofísica o el escarabajo enterrador americano, entre otros temas científicos. La asociación ofrece una gran variedad de programas relacionada con la ciencia y la historia, y figura en el Registro Nacional de Lugares Históricos junto al resto de la isla.

## Componentes y edificios

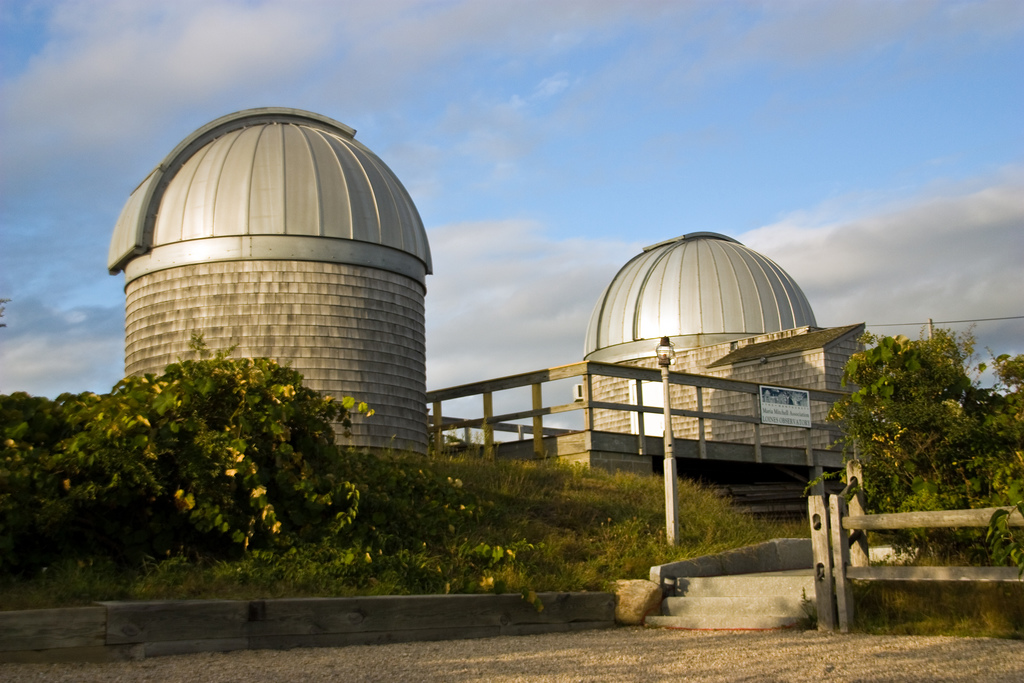
Observatorio Loines de la Asociación Maria Mitchell

Los edificios de la Asociación Maria Mitchell están ubicados en varias áreas de la isla, incluyendo cuatro de ellos que están adyacentes entre sí en la colina de la ciudad de Natucket. Entre ellos figuran:
- La Casa Mitchell, un edificio histórico ubicado en el 1 de Vestal Street. Conserva el lugar de nacimiento de Maria Mitchell y contiene muchos recuerdos de la astrónoma y de su familia.
- La Biblioteca de Ciencias, ubicada en el 2 de Vestal Street, que alberga archivos y colecciones especiales.
- El Museo de Ciencias Naturales, en la esquina de las calles Milk y Vestal, con varias salas de exhibiciones permanentes y temporales, así como una tienda con libros y regalos.
- El Observatorio principal de Vestal Street, en el 3 de Vestal Street, con las oficinas de los dos astrónomos que trabajan allí y algunas exhibiciones, como el famoso telescopio de Maria Mitchell.
- El Observatorio Loines en el 59 de Milk Street, usado principalmente para la investigación y que en las noches claras ofrece visitas al público.[7] Un acuario y una tienda están ubicados en 28 Washington Street, bajando la colina en Nantucket Harbor.

Se cobra entrada para poder visitar estos lugares. En verano está disponible un boleto especial con descuento para poder ver la Casa, el Museo, el Observatorio principal y el acuario. Las visitas se organizan todos los días durante el verano a las 11:00 a. m.

### La histórica Casa Mitchell
La histórica Casa Mitchell conserva el lugar de nacimiento de la astrónoma Maria Mitchell. Fue construida en 1790 y estuvo ocupada por la familia Mitchell desde 1818, el año del nacimiento de Maria Mitchell. Contiene muchos objetos que fueron propiedad de Maria Mitchell y de su familia, incluyendo un reloj de péndulo, uno de sus telescopios y otros artefactos.
La biblioteca de investigación incluye los documentos de Mitchell, así como otros materiales históricos y científicos. La casa se mantiene en su estado original, con pinturas decorativas de época. Se ofrecen visitas guiadas al público en temporada y se ofrecen clases de historia para niños y adultos, así como talleres de conservación histórica. La biblioteca de investigación incluye documentos personales y relacionados con el trabajo de Mitchell, su biblioteca personal, los documentos y bibliotecas de su familia y la Colección especial de la Biblioteca que incluye libros raros sobre astronomía, ciencias naturales y la localidad de Nantucket, algunos de los cuales datan del siglo XVII. Los Archivos y Colecciones Especiales están abiertos con cita previa solo con fines de investigación.

### Museo de Ciencias Naturales
El Museo de Ciencias Naturales se encuentra frente a la Casa Mitchell.

### Acuario
El acuario de la asociación, también conocido como el acuario de Nantucket, se encuentra en el emplazamiento original de la histórica taquilla del Ferrocarril de Nantucket, en el 28 de Washington Street. Está ubicado directamente junto a la costa del puerto de Nantucket, que es parte del Nantucket Sound. Los especímenes se extraen principalmente de las aguas de alrededor de Nantucket, y se devuelven a esas aguas al final de cada verano. Debido a que la Corriente del Golfo pasa por el lado atlántico de la isla, algunos peces tropicales se exhiben frecuentemente. El Acuario ofrece programas, incluyendo un "frenesí alimentario".

### Observatorios de las calles Loines y Vestal
El Observatorio Loines se construyó entre 1968 y 1998. Las dos cúpulas de esta instalación albergan un antiguo telescopio Clark de 7,5 pulgadas restaurado y un nuevo telescopio de investigación de 24 pulgadas. Sirve como un activo observatorio de investigación y un lugar para programas astronómicos públicos.
El Observatorio de la calle Vestal (denominado oficialmente Observatorio Maria Mitchell) ha sido la sede de las labores de investigación, de conferencias y de otras actividades desde 1908.
Los observatorios de la Asociación Maria Mitchell están abiertos para visitas públicas regulares, distintas actividades, conferencias y también albergan varios eventos especiales durante todo el año.

## Historia
La Asociación Maria Mitchell (MMA) se fundó en 1902 para preservar el legado de Nantucket ligado a la astrónoma, naturalista, bibliotecaria y educadora Maria Mitchell. Después de descubrir un cometa en 1847, la fama internacional de Mitchell le reportó diversos premios por sus logros, incluido su nombramiento como la primera profesora estadounidense de astronomía en el Vassar College. Mitchell murió en 1889.

## Programas
Cada verano, la asociación ofrece el Programa de clases de descubrimiento de verano para niños de diferentes edades, y durante el año escolar dispone de actividades para los alumnos de las Escuelas Públicas de Nantucket. También ofrece programas de educación ambiental para familias, así como programas de astronomía y ciencias naturales para adultos.
Sus avtividades incluyen unidades didácticas y programas para maestros de los sistemas escolares locales.

## Personal e investigación
Los miembros del personal de la asociación continúan realizando investigaciones sobre una amplia variedad de temas, desde la formación de galaxias y los cúmulos de estrellas, hasta la biología de las arañas, los moluscos, o el escarabajo enterrador americano, siendo mentores de muchos aspirantes a científicos.
El personal de la Asociación Maria Mitchell actualmente incluye:
- David Gagnon: Director Ejecutivo
- Dra. Regina Jorgenson: Directora de Astronomía.
- George Donnelly: Director de Desarrollo y Comunicaciones.
- Andrew McKenna-Foster: Director del Museo de Ciencias Naturales Maria Mitchell[1]
- Jascin Leonardo Finger: Curador de la Casa Mitchell, archivos y colecciones especiales
- Joan Stockman: Administrador Financiero.
- Kim Botelho: Director de Educación.
- Gary Walker: consultor
- Sarah Erichsen: Coordinadora de Desarrollo.